# نخل جبل علی

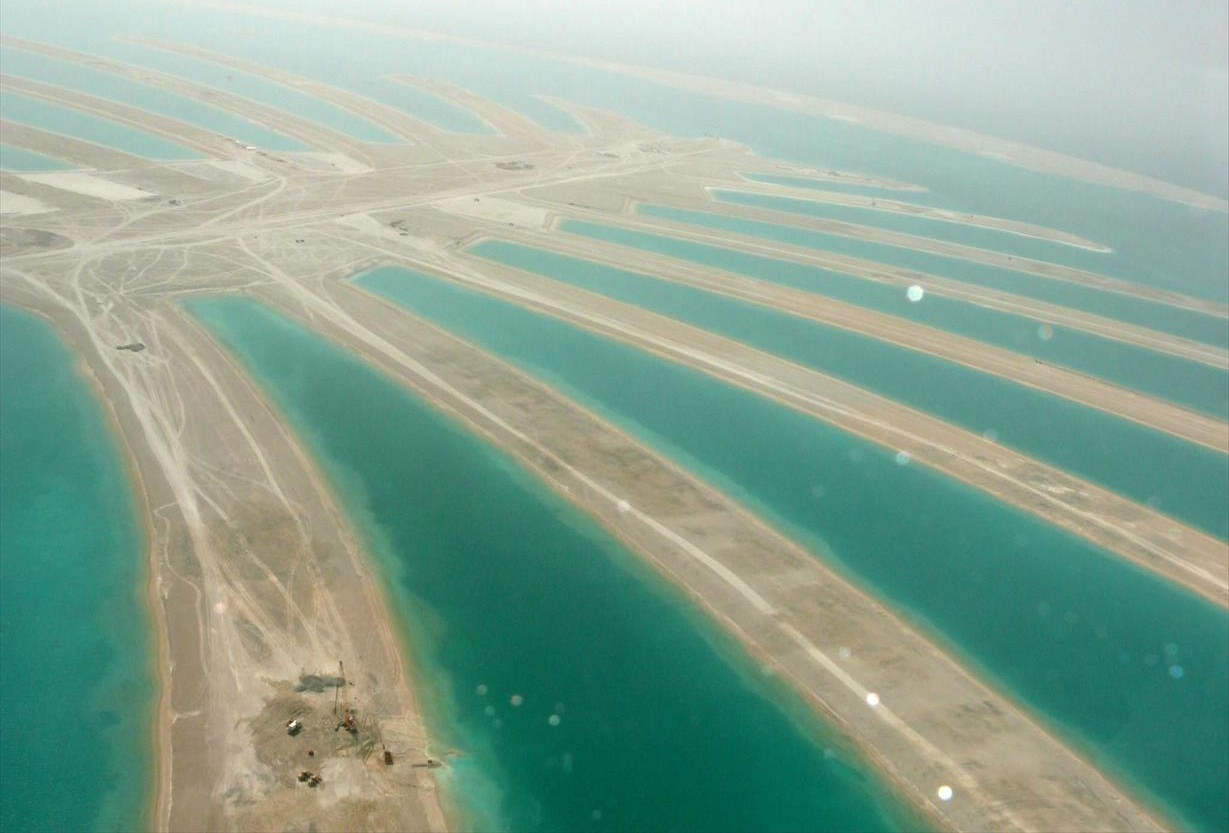
نخل جبل علی در اواسط سال ۲۰۰۸ میلادی.

نخل جبل علی (به عربی: نخلة جبل علی) (به انگلیسی: Palm Jebel Ali) یک مجمع‌الجزایر در دبی، امارات متحده عربی است.
نخل جبل علی یکی از سه جزیرهٔ نخلی دبی است. این نخل در منطقهٔ آزاد جبل علی و در آب‌های خلیج فارس قرار دارد.
این پروژه در اکتبر ۲۰۰۲ آغاز شد و برنامه‌ریزی شده بود که در اواسط سال ۲۰۰۸ به پایان برسد اما به علت به وجود آمدن بحران مالی گسترده در جهان، در سال ۲۰۱۱ به صورت موقت متوقف شد.
نخل جبل علی ۵۰ درصد از نخل جمیرا بزرگ‌تر و ۵ برابر از نخل دیره کوچک‌تر است و ۶ مارینا، پارک دریایی سی ورلد، مجموعه‌های مسکونی، تجاری و مراکز خرید را در بر دارد. برجسته‌ترین ویژگی نخل جبل علی خانه‌های آبی آن است که بین حصار دور نخل جبل علی و شاخه‌هایش قرار است. این خانه‌های آبی به صورتی ساخته می‌شود که در نهایت به شکل بیتی از غزل سروده شده توسط شیخ محمد بن راشد آل مکتوم، حاکم دبی دیده می‌شود.

## نگارخانه

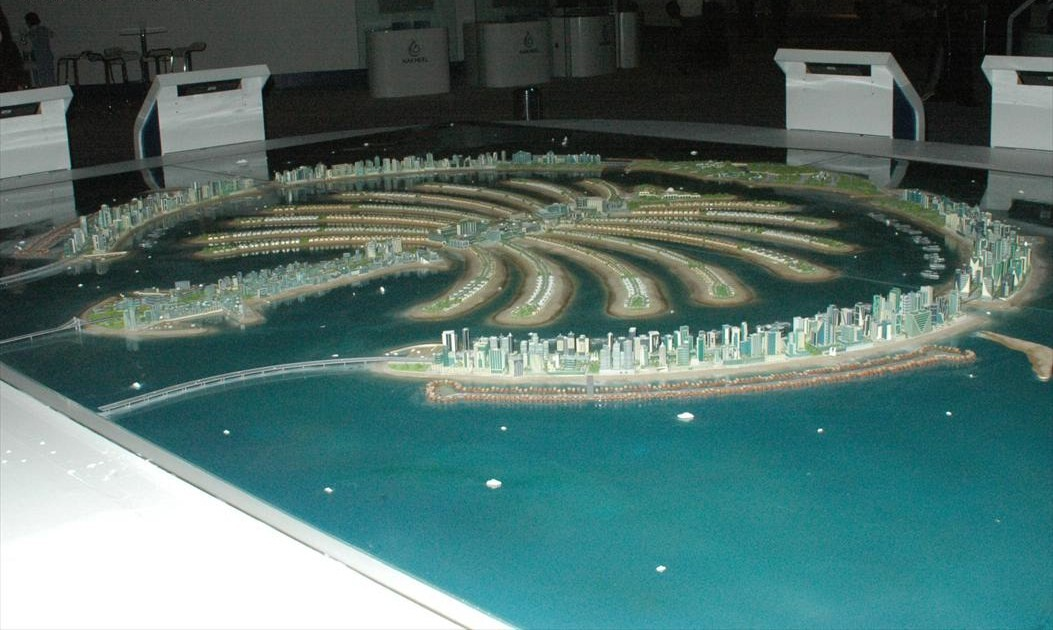
ماکت نخل جبل علی
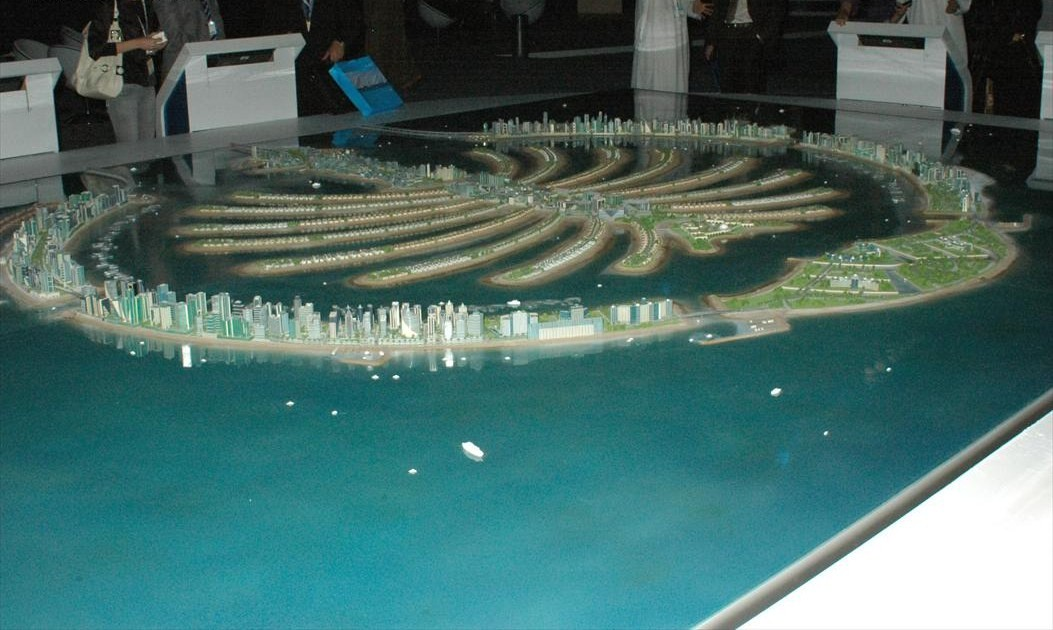
ماکت نخل جبل علی
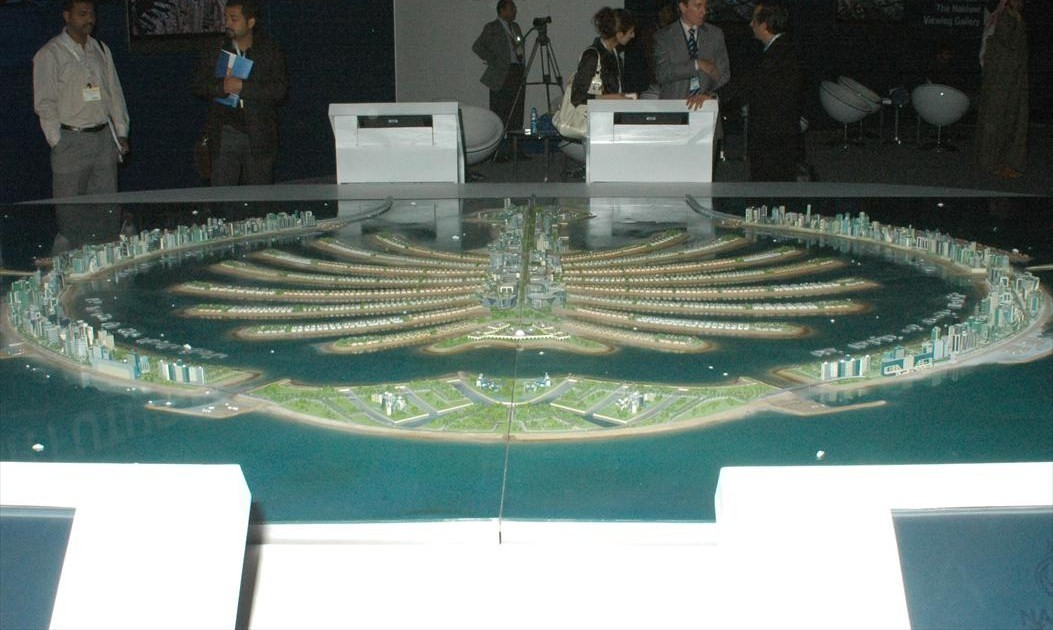
ماکت نخل جبل علی
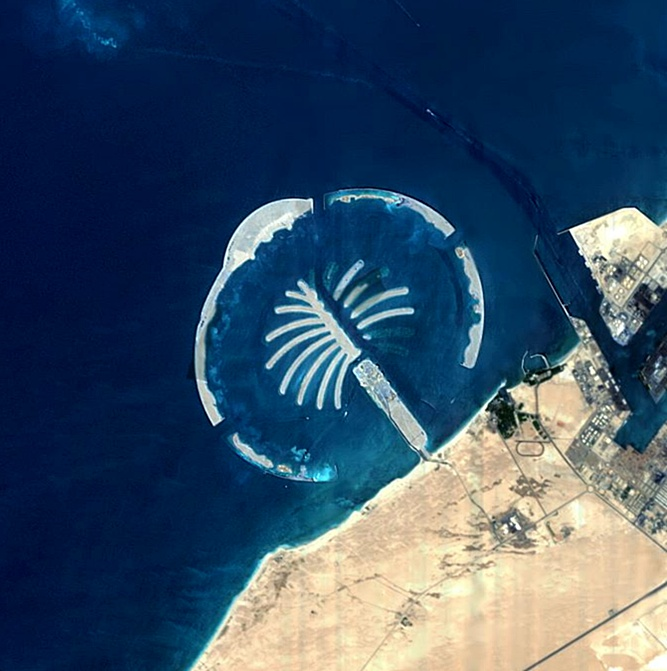
تصویری ماهواره‌ای در اواسط سال ۲۰۰۵
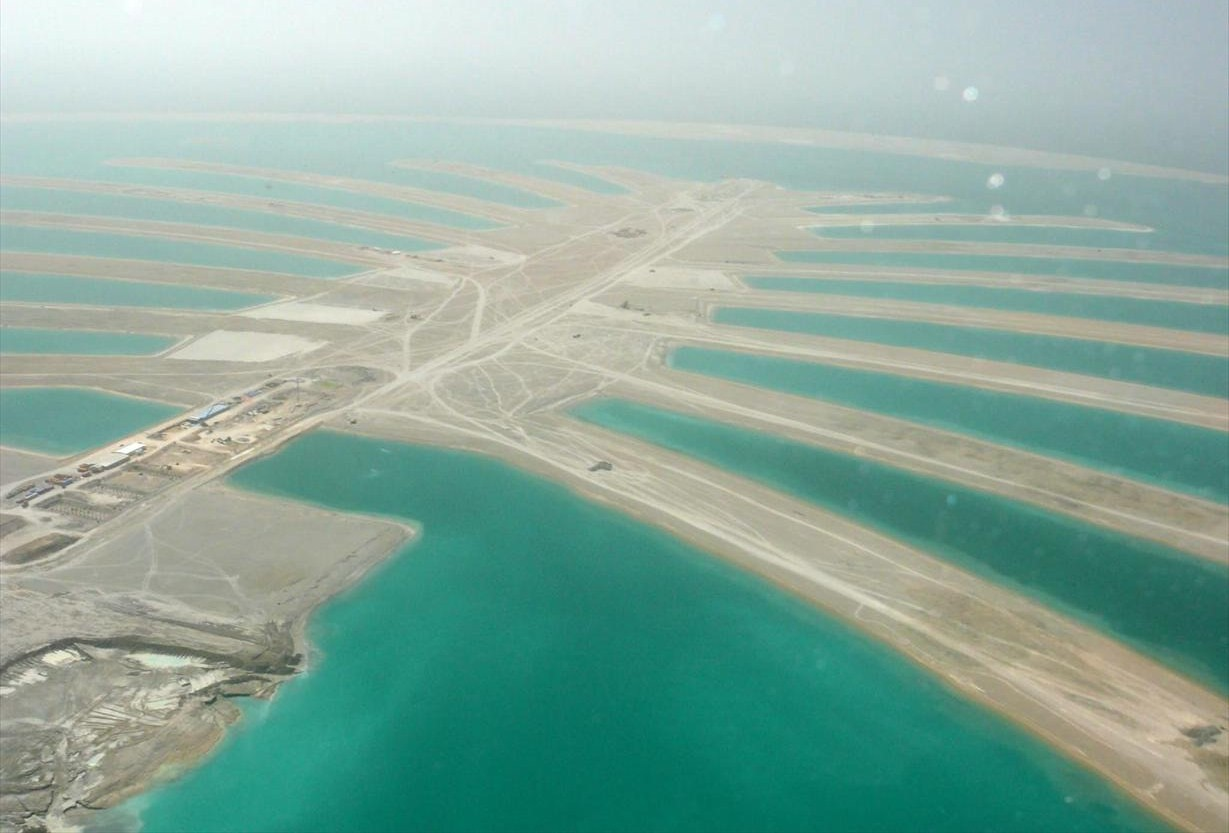
در سال ۲۰۰۸
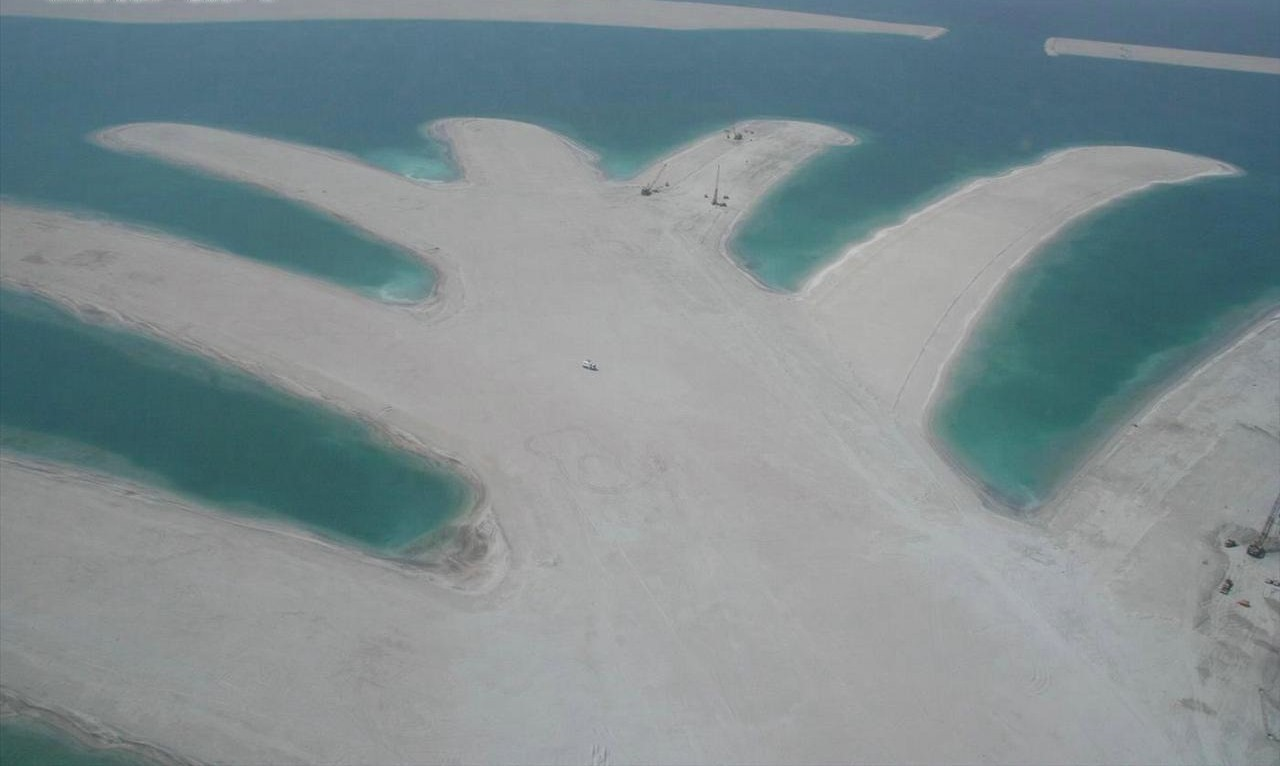
در سال ۲۰۰۷